# Glossaire des groupes de Lie
Cet article contient un glossaire des groupes de Lie. En mathématiques, un groupe de Lie est un groupe doté d'une structure de variété différentielle, pour laquelle les opérations de groupe – multiplication et inversion – sont différentiables.

## Lexique
Liste incomplète, ajouter les définitions, améliorer, ajouter les termes manquants…
- Algèbre de Kac-Moody (ou de Borcherds)
- Algèbre de Lie
- Algèbre de Lie nilpotente
- Algèbre de Lie semi-simple
- Algèbre de Lie résoluble
- Algèbre de Lie abélienne
- Opérateur de Casimir
- Décomposition de Cartan
- Décomposition de Jordan : voir Théorie de Deligne-Lusztig (en)
- Dérivation (algèbre)
- Diagramme de Dynkin
- Diagramme de Satake (en)
- Espace homogène
- Forme compacte d'une algèbre de Lie
- Forme déployée d'une algèbre de Lie
- Forme de Killing
- Forme réelle des algèbres de Lie
- Groupe classique
- Groupe compact
- Groupe déployé
- Groupe de Weyl
- Groupe de Lie
- Lemme de Schur
- Matrice de Cartan
- Matrice unipotente
- Relation de Serre
- Représentation d'algèbre de Lie
- Représentation d'un groupe de Lie
- Système de racines